# 皮拉波
皮拉波是巴西南大河州的一个市镇。总面积291.741平方公里，总人口2988人，人口密度10.2人/平方公里。